# Dopasia harti
Espèce
Synonymes
- Ophisaurus harti Boulenger, 1899
- Ophisaurus formosensis Kishida, 1930

Statut de conservation UICN

 LC  : Préoccupation mineure
Dopasia harti est une espèce de sauriens de la famille des Anguidae.

## Répartition
Cette espèce se rencontre dans le nord du Viêt Nam, dans le sud de la République populaire de Chine et à Taïwan.

## Étymologie
Cette espèce est nommée en l'honneur de Robert Hart (1835-1911).

## Publication originale
- (en) Boulenger, 1899 : On a collection of reptiles and batrachians made by Mr. J. D. La Touche in N.W. Fokien, China. Proceedings of the Zoological Society of London, vol. 1899, p. 159-172 (texte intégral).